# Hong Kong nos Jogos Olímpicos de Verão de 2024
Hong Kong competiu nos Jogos Olímpicos de Verão de 2024 realizados em Paris, na França, entre 26 de julho e 11 de agosto de 2024. Foi a 18.ª participação do território nos Jogos Olímpicos de Verão desde a estreia como colônia britânica em Helsinque 1952.
Foi representado por 34 atletas que competiram em 12 esportes. Conquistou quatro medalhas, sendo duas de ouro na esgrima com Vivian Kong na espada feminina e Cheung Ka Long no florete masculino e duas de bronze com Siobhán Haughey, nos 100 m e 200 metros livre feminino da natação.

## Medalhas
| Atleta          | Esporte | Evento                       | Medalha |
| --------------- | ------- | ---------------------------- | ------- |
| Vivian Kong     | Esgrima | Espada individual feminino   | Ouro    |
| Cheung Ka Long  | Esgrima | Florete individual masculino | Ouro    |
| Siobhán Haughey | Natação | 200 m livre feminino         | Bronze  |
| Siobhán Haughey | Natação | 100 m livre feminino         | Bronze  |

## Competidores
Esta foi a participação por modalidade nesta edição:
| Esporte       | Masculino | Feminino | Total |
| ------------- | --------- | -------- | ----- |
| Atletismo     | 1         | 0        | 1     |
| Badminton     | 2         | 4        | 6     |
| Ciclismo      | 1         | 1        | 2     |
| Esgrima       | 2         | 2        | 4     |
| Ginástica     | 1         | 0        | 1     |
| Judô          | 0         | 1        | 1     |
| Natação       | 1         | 6        | 7     |
| Remo          | 1         | 0        | 1     |
| Taekwondo     | 1         | 0        | 1     |
| Tênis de mesa | 1         | 3        | 4     |
| Triatlo       | 1         | 0        | 1     |
| Vela          | 4         | 1        | 5     |
| Total         | 16        | 18       | 34    |

## Desempenho

### Atletismo
Masculino
Eventos de pista
| Atleta    | Evento | Preliminar | Preliminar | Baterias    | Baterias    | Semifinal   | Semifinal   | Final       | Final       | Ref.  |
| Atleta    | Evento | Tempo      | Pos.       | Tempo       | Pos.        | Tempo       | Pos.        | Tempo       | Pos.        | Ref.  |
| --------- | ------ | ---------- | ---------- | ----------- | ----------- | ----------- | ----------- | ----------- | ----------- | ----- |
| Felix Diu | 100 m  | 10.62      | 4          | Não avançou | Não avançou | Não avançou | Não avançou | Não avançou | Não avançou | [ 5 ] |

### Badminton
Masculino
| Atleta        | Evento  | Fase de grupos       | Fase de grupos       | Fase de grupos | Oitavas              | Quartas              | Semifinal            | Final / DB           | Final / DB  | Ref.  |
| Atleta        | Evento  | Adversário Resultado | Adversário Resultado | Pos.           | Adversário Resultado | Adversário Resultado | Adversário Resultado | Adversário Resultado | Pos.        | Ref.  |
| ------------- | ------- | -------------------- | -------------------- | -------------- | -------------------- | -------------------- | -------------------- | -------------------- | ----------- | ----- |
| Lee Cheuk Yiu | Simples | MEX L Garrido V 2–1  | TPE Chou T-c D 0–2   | 2              | Não avançou          | Não avançou          | Não avançou          | Não avançou          | Não avançou | [ 6 ] |

Feminino
| Atleta                       | Evento  | Fase de grupos                | Fase de grupos        | Fase de grupos          | Fase de grupos | Oitavas              | Quartas              | Semifinal            | Final / DB           | Final / DB  | Ref.  |
| Atleta                       | Evento  | Adversário Resultado          | Adversário Resultado  | Adversário Resultado    | Pos.           | Adversário Resultado | Adversário Resultado | Adversário Resultado | Adversário Resultado | Pos.        | Ref.  |
| ---------------------------- | ------- | ----------------------------- | --------------------- | ----------------------- | -------------- | -------------------- | -------------------- | -------------------- | -------------------- | ----------- | ----- |
| Lo Sin Yan                   | Simples | BRA J Vieira D 0–2            | THA S Katethong D 0–2 | —                       | 3              | Não avançou          | Não avançou          | Não avançou          | Não avançou          | Não avançou | [ 7 ] |
| Yeung Nga Ting Yeung Pui Lam | Duplas  | BUL G Stoeva / S Stoeva D 1–2 | USA A Xu / K Xu V 2–1 | CHN Liu S / Tan N D 0–2 | 3              | —                    | Não avançou          | Não avançou          | Não avançou          | Não avançou | [ 8 ] |

Misto
| Atleta                      | Evento | Fase de grupos             | Fase de grupos                     | Fase de grupos                     | Fase de grupos | Oitavas              | Quartas                      | Semifinal            | Final / DB           | Final / DB  | Ref.         |
| Atleta                      | Evento | Adversário Resultado       | Adversário Resultado               | Adversário Resultado               | Pos.           | Adversário Resultado | Adversário Resultado         | Adversário Resultado | Adversário Resultado | Pos.        | Ref.         |
| --------------------------- | ------ | -------------------------- | ---------------------------------- | ---------------------------------- | -------------- | -------------------- | ---------------------------- | -------------------- | -------------------- | ----------- | ------------ |
| Tang Chun Man Tse Ying Suet | Duplas | TPE Ye H-w / Lee C-h V 2–0 | JPN Y Watanabe / A Higashino D 1–2 | DEN M Christiansen / A Bøje V W.O. | 2 Q            | —                    | KOR Seo S-j / Chae Y-j D 0–2 | Não avançou          | Não avançou          | Não avançou | [ 9 ] [ 10 ] |

### Ciclismo

#### Estrada
Masculino
| Atleta              | Evento             | Tempo | Pos. | Ref.   |
| ------------------- | ------------------ | ----- | ---- | ------ |
| Vincent Lau Wan Yau | Corrida em estrada | DNF   | DNF  | [ 11 ] |

Feminino
| Atleta       | Evento             | Tempo   | Pos. | Ref.   |
| ------------ | ------------------ | ------- | ---- | ------ |
| Lee Sze Wing | Corrida em estrada | 4:10:47 | 64   | [ 12 ] |

#### Pista
Omnium
| Atleta       | Evento   | Scratch | Scratch | Tempo  | Tempo | Eliminação | Eliminação | Pontos | Pontos | Total  | Total | Ref.   |
| Atleta       | Evento   | Pontos  | Pos.    | Pontos | Pos.  | Pontos     | Pos.       | Pontos | Pos.   | Pontos | Pos.  | Ref.   |
| ------------ | -------- | ------- | ------- | ------ | ----- | ---------- | ---------- | ------ | ------ | ------ | ----- | ------ |
| Lee Sze Wing | Feminino | 4       | 19      | 16     | 13    | 6          | 18         | 0      | 19     | 26     | 20    | [ 12 ] |

### Esgrima
Masculino
| Atleta         | Evento  | Fase de 64           | Fase de 32           | Oitavas de final     | Quartas de final     | Semifinal            | Final                | Final           | Ref.   |
| Atleta         | Evento  | Adversário Resultado | Adversário Resultado | Adversário Resultado | Adversário Resultado | Adversário Resultado | Adversário Resultado | Pos.            | Ref.   |
| -------------- | ------- | -------------------- | -------------------- | -------------------- | -------------------- | -------------------- | -------------------- | --------------- | ------ |
| Ho Wai Hang    | Espada  | Bye                  | JPN M Yamada D 9–15  | Não avançou          | Não avançou          | Não avançou          | Não avançou          | Não avançou     | [ 13 ] |
| Cheung Ka Long | Florete | Bye                  | CAN D Gu V 15–5      | CHN Mo Z V 15–10     | FRA E Lefort V 15–14 | JPN K Iimura V 15–11 | ITA F Macchi V 15–14 | Medalha de ouro | [ 14 ] |

Feminino
| Atleta      | Evento  | Fase de 64           | Fase de 32            | Oitavas de final       | Quartas de final       | Semifinal             | Final                | Final           | Ref.   |
| Atleta      | Evento  | Adversário Resultado | Adversário Resultado  | Adversário Resultado   | Adversário Resultado   | Adversário Resultado  | Adversário Resultado | Pos.            | Ref.   |
| ----------- | ------- | -------------------- | --------------------- | ---------------------- | ---------------------- | --------------------- | -------------------- | --------------- | ------ |
| Vivian Kong | Espada  | Bye                  | EGY A Hussein V 15–11 | USA H Husisian V 15–12 | UKR O Kryvytska V 15–7 | EST N Differt V 15–11 | FRA A Mallo V 13–12  | Medalha de ouro | [ 15 ] |
| Daphne Chan | Florete | Bye                  | JPN S Azuma V 15–14   | GER A Sauer D 8–15     | Não avançou            | Não avançou           | Não avançou          | Não avançou     | [ 16 ] |

### Ginástica

#### Artística
Masculino
| Atleta        | Evento           | Qualificação | Qualificação | Qualificação | Qualificação | Qualificação | Qualificação | Qualificação | Qualificação | Final       | Final       | Final       | Final       | Final       | Final       | Final       | Final       | Ref.   |
| Atleta        | Evento           | Aparelho     | Aparelho     | Aparelho     | Aparelho     | Aparelho     | Aparelho     | Total        | Pos.         | Aparelho    | Aparelho    | Aparelho    | Aparelho    | Aparelho    | Aparelho    | Total       | Pos.        | Ref.   |
| Atleta        | Evento           | F            | PH           | R            | V            | PB           | HB           | Total        | Pos.         | F           | PH          | R           | V           | PB          | HB          | Total       | Pos.        | Ref.   |
| ------------- | ---------------- | ------------ | ------------ | ------------ | ------------ | ------------ | ------------ | ------------ | ------------ | ----------- | ----------- | ----------- | ----------- | ----------- | ----------- | ----------- | ----------- | ------ |
| Shek Wai Hung | Individual geral | —            | —            | —            | 14.099       | —            | —            | 14.099       | —            | Não avançou | Não avançou | Não avançou | Não avançou | Não avançou | Não avançou | Não avançou | Não avançou | [ 17 ] |

### Judô
Feminino
| Atleta      | Evento    | Primeira fase        | Oitavas              | Quartas              | Semifinais           | Repescagem           | Final / DB           | Final / DB | Ref.   |
| Atleta      | Evento    | Adversário Resultado | Adversário Resultado | Adversário Resultado | Adversário Resultado | Adversário Resultado | Adversário Resultado | Pos.       | Ref.   |
| ----------- | --------- | -------------------- | -------------------- | -------------------- | -------------------- | -------------------- | -------------------- | ---------- | ------ |
| Wong Ka Lee | Até 48 kg | AUT K Tanzer D 00–10 | Não avançou          | Não avançou          | Não avançou          | Não avançou          | Não avançou          | =17        | [ 18 ] |

### Natação
Masculino
| Atleta | Evento      | Eliminatórias | Eliminatórias | Semifinal   | Semifinal   | Final       | Final       | Ref.   |
| Atleta | Evento      | Tempo         | Pos.          | Tempo       | Pos.        | Tempo       | Pos.        | Ref.   |
| ------ | ----------- | ------------- | ------------- | ----------- | ----------- | ----------- | ----------- | ------ |
| Ian Ho | 50 m livre  | 22.12         | 24            | Não avançou | Não avançou | Não avançou | Não avançou | [ 19 ] |
| Ian Ho | 100 m livre | 51.46         | 55            | Não avançou | Não avançou | Não avançou | Não avançou | [ 19 ] |

Feminino
| Atleta                                               | Evento         | Eliminatórias | Eliminatórias | Semifinal   | Semifinal   | Final       | Final             | Ref.                        |
| Atleta                                               | Evento         | Tempo         | Pos.          | Tempo       | Pos.        | Tempo       | Pos.              | Ref.                        |
| ---------------------------------------------------- | -------------- | ------------- | ------------- | ----------- | ----------- | ----------- | ----------------- | --------------------------- |
| Cindy Cheung                                         | 100 m costas   | 1:03.45       | 29            | Não avançou | Não avançou | Não avançou | Não avançou       | [ 20 ]                      |
| Cindy Cheung                                         | 200 m costas   | 2:17.32       | 29            | Não avançou | Não avançou | Não avançou | Não avançou       | [ 20 ]                      |
| Siobhán Haughey                                      | 100 m livre    | 53.02         | 2 Q           | 52.64       | 1 Q         | 52.33       | Medalha de bronze | [ 21 ]                      |
| Siobhán Haughey                                      | 200 m livre    | 1:56.38       | 5 Q           | 1:55.51     | 4 Q         | 1:54.55     | Medalha de bronze | [ 21 ]                      |
| Tam Hoi Lam Camille Cheng Stephanie Au Natalie Kan   | 4x100 m livre  | 3:42.42       | 15            | —           | —           | Não avançou | Não avançou       | [ 22 ] [ 23 ] [ 24 ] [ 25 ] |
| Stephanie Au Siobhán Haughey Natalie Kan Tam Hoi Lam | 4x100 m medley | 4:03.56       | 13            | —           | —           | Não avançou | Não avançou       | [ 21 ] [ 22 ] [ 24 ] [ 25 ] |

### Remo
Masculino
| Atleta        | Evento        | Baterias | Baterias | Repescagem | Repescagem | Quartas | Quartas | Semifinal | Semifinal | Final   | Final | Ref.   |
| Atleta        | Evento        | Tempo    | Pos.     | Tempo      | Pos.       | Tempo   | Pos.    | Tempo     | Pos.      | Tempo   | Pos.  | Ref.   |
| ------------- | ------------- | -------- | -------- | ---------- | ---------- | ------- | ------- | --------- | --------- | ------- | ----- | ------ |
| Chiu Hin Chun | Skiff simples | 7:00.29  | 4 R      | 7:12.94    | 2 QF       | 7:13.70 | 6 SC/D  | 7:03.68   | 5 FD      | 6:56.65 | 20    | [ 26 ] |

Legenda: FA = Final A (disputa de medalha); FB = Final B (sem disputa de medalha); FC = Final C (sem disputa de medalha); FD = Final D (sem disputa de medalha); FE = Final E (sem disputa de medalha); FF = Final F (sem disputa de medalha); SA/B = Semifinais A/B; SC/D = Semifinais C/D; SE/F = Semifinais E/F; QF = Quartas; R = Repescagem

### Taekwondo
Masculino
| Atleta      | Evento    | Qualificação           | Oitavas              | Quartas              | Semifinais           | Repescagem           | Final / DB           | Final / DB  | Ref.   |
| Atleta      | Evento    | Adversário Resultado   | Adversário Resultado | Adversário Resultado | Adversário Resultado | Adversário Resultado | Adversário Resultado | Pos.        | Ref.   |
| ----------- | --------- | ---------------------- | -------------------- | -------------------- | -------------------- | -------------------- | -------------------- | ----------- | ------ |
| Lo Wai Fung | Até 68 kg | EOR Y Al Ghotany V 2–0 | UZB U Rashitov D 0–2 | Não avançou          | Não avançou          | CHN Liang Y D 0–2    | Não avançou          | Não avançou | [ 27 ] |

### Tênis de mesa
Masculino
| Atleta         | Evento  | Preliminar           | Primeira rodada      | Segunda rodada       | Oitavas de final     | Quartas de final     | Semifinal            | Final                | Final       | Ref.   |
| Atleta         | Evento  | Adversário Resultado | Adversário Resultado | Adversário Resultado | Adversário Resultado | Adversário Resultado | Adversário Resultado | Adversário Resultado | Pos.        | Ref.   |
| -------------- | ------- | -------------------- | -------------------- | -------------------- | -------------------- | -------------------- | -------------------- | -------------------- | ----------- | ------ |
| Wong Chun Ting | Simples | Bye                  | SEN I Diaw V 4–3     | CHN Fan Z D 1–4      | Não avançou          | Não avançou          | Não avançou          | Não avançou          | Não avançou | [ 28 ] |

Feminino
| Atleta                                | Evento  | Preliminar           | Primeira rodada      | Segunda rodada       | Oitavas de final     | Quartas de final     | Semifinal            | Final                | Final       | Ref.                 |
| Atleta                                | Evento  | Adversário Resultado | Adversário Resultado | Adversário Resultado | Adversário Resultado | Adversário Resultado | Adversário Resultado | Adversário Resultado | Pos.        | Ref.                 |
| ------------------------------------- | ------- | -------------------- | -------------------- | -------------------- | -------------------- | -------------------- | -------------------- | -------------------- | ----------- | -------------------- |
| Doo Hoi Kem                           | Simples | Bye                  | PRK Pyon S-g D 1–4   | Não avançou          | Não avançou          | Não avançou          | Não avançou          | Não avançou          | Não avançou | [ 29 ]               |
| Zhu Chengzhu                          | Simples | Bye                  | TPE Chien T-c V 4–0  | JPN M Hirano D 0–4   | Não avançou          | Não avançou          | Não avançou          | Não avançou          | Não avançou | [ 30 ]               |
| Doo Hoi Kem Zhu Chengzhu Lee Ho Ching | Equipes | —                    | —                    | —                    | SWE Suécia D 2–3     | Não avançou          | Não avançou          | Não avançou          | Não avançou | [ 29 ] [ 30 ] [ 31 ] |

Misto
| Atleta                     | Evento | Preliminar           | Primeira rodada      | Segunda rodada       | Oitavas de final                | Quartas de final            | Semifinal                  | Final                        | Final | Ref.          |
| Atleta                     | Evento | Adversário Resultado | Adversário Resultado | Adversário Resultado | Adversário Resultado            | Adversário Resultado        | Adversário Resultado       | Adversário Resultado         | Pos.  | Ref.          |
| -------------------------- | ------ | -------------------- | -------------------- | -------------------- | ------------------------------- | --------------------------- | -------------------------- | ---------------------------- | ----- | ------------- |
| Wong Chun Ting Doo Hoi Kem | Duplas | —                    | —                    | —                    | HUN N Ecseki / D Madarász V 4–1 | ESP Á Robles / M Xiao V 4–2 | PRK Ri J-s / Kim K-y D 3–4 | KOR Lim J-h / Shin Y-b D 0–4 | 4     | [ 28 ] [ 29 ] |

### Triatlo
Masculino
| Atleta   | Evento     | Tempo            | Tempo   | Tempo            | Tempo   | Tempo           | Tempo | Pos. | Ref.   |
| Atleta   | Evento     | Natação (1,5 km) | Trans 1 | Ciclismo (40 km) | Trans 2 | Corrida (10 km) | Total | Pos. | Ref.   |
| -------- | ---------- | ---------------- | ------- | ---------------- | ------- | --------------- | ----- | ---- | ------ |
| Jason Ng | Individual | 24:06            | 0:51    | DNF              | DNF     | DNF             | DNF   | DNF  | [ 32 ] |

### Vela
Eventos com regata da medalha
| Atleta                        | Evento | Regatas | Regatas | Regatas | Regatas | Regatas | Regatas | Regatas | Regatas | Regatas | Regatas | Regatas | Regatas | Regatas | Regatas | Regatas | Regatas | Pontos | Pos. | Ref.          |
| Atleta                        | Evento | 1       | 2       | 3       | 4       | 5       | 6       | 7       | 8       | 9       | 10      | 11      | 12      | 13      | 14      | 15      | M*      | Pontos | Pos. | Ref.          |
| ----------------------------- | ------ | ------- | ------- | ------- | ------- | ------- | ------- | ------- | ------- | ------- | ------- | ------- | ------- | ------- | ------- | ------- | ------- | ------ | ---- | ------------- |
| Nicholas Halliday             | Laser  | 35      | 14      | 35      | 16      | 18      | 6       | 15      | 32      | —       | —       | —       | —       | —       | —       | —       | EL      | 136    | 24   | [ 33 ]        |
| Akira Sakai Russell Alysworth | 49er   | 17      | 12      | 19      | 19      | 14      | 12      | 20      | 20      | 14      | 18      | 9       | 18      | —       | —       | —       | EL      | 172    | 20   | [ 34 ] [ 35 ] |

M = Regata da medalha; EL = Eliminado(a) – não avançou para a regata da medalha
Eventos de eliminação
| Atleta          | Evento           | Série de abertura | Série de abertura | Série de abertura | Série de abertura | Série de abertura | Série de abertura | Série de abertura | Série de abertura | Série de abertura | Série de abertura | Série de abertura | Série de abertura | Série de abertura | Série de abertura | Série de abertura | Série de abertura | Série de abertura | Série de abertura | Série de abertura | Série de abertura | Série de abertura | Série de abertura | Quartas     | Semifinal   | Final       | Pos. | Ref.   |
| Atleta          | Evento           | 1                 | 2                 | 3                 | 4                 | 5                 | 6                 | 7                 | 8                 | 9                 | 10                | 11                | 12                | 13                | 14                | 15                | 16                | 17                | 18                | 19                | 20                | Pontos            | Pos.              | Quartas     | Semifinal   | Final       | Pos. | Ref.   |
| --------------- | ---------------- | ----------------- | ----------------- | ----------------- | ----------------- | ----------------- | ----------------- | ----------------- | ----------------- | ----------------- | ----------------- | ----------------- | ----------------- | ----------------- | ----------------- | ----------------- | ----------------- | ----------------- | ----------------- | ----------------- | ----------------- | ----------------- | ----------------- | ----------- | ----------- | ----------- | ---- | ------ |
| Cheng Ching Yin | IQFoil masculino | 20                | 14                | 7                 | 25                | 14                | 9                 | 1                 | 10                | 7                 | 5                 | 5                 | 19                | 15                | Cancelado         | Cancelado         | Cancelado         | Cancelado         | Cancelado         | Cancelado         | Cancelado         | 106               | 13                | Não avançou | Não avançou | Não avançou | 13   | [ 36 ] |
| Ma Kwan Ching   | IQFoil feminino  | 6                 | 5                 | 15                | 5                 | 10                | 17                | 18                | 7                 | 21                | 17                | 14                | 25                | 15                | 10                | Cancelado         | Cancelado         | Cancelado         | Cancelado         | Cancelado         | Cancelado         | 139               | 14                | Não avançou | Não avançou | Não avançou | 14   | [ 37 ] |